# Giulio Valotti
Giulio Valotti (Quinzano d'Oglio, 30 gennaio 1881 – Piossasco, 11 gennaio 1953) è stato un architetto e religioso italiano, che progettò alcune strutture religiose, in maggior parte salesiane, soprattutto nel torinese.
Presi i voti a Brescia, si trasferì giovanissimo a Torino nel 1887, direttamente sotto la guida di Michele Rua, il successore di don Bosco, che lo introdusse alla vita salesiana torinese. 
Dotato di spiccato talento artistico, si laureò presto in architettura al Politecnico di Torino, ottenendo una cattedra d'insegnamento a San Benigno Canavese e la direzione dell'Ufficio Tecnico per le Costruzioni, già nei primi anni del XX secolo.
Progettò almeno una cinquantina di edifici religiosi e scolastici, soprattutto nell'arcidiocesi di Torino e, tra i quali, molti in funzione di coadiutore salesiano. Tra i più importanti:
- Istituto Missionario Salesiano Rebaudengo, nel quartiere Rebaudengo di Torino[3]
- Basilica S.M. Ausiliatrice, con annesso Istituto Pio XI, al Tuscolano di Roma
- Istituto Don Bosco di Taranto e Chiesa del Sacro Cuore di Brindisi
- Parrocchia e Comprensorio salesiano Don Bosco, sulla preesistente chiesa dedicata a San Paolo Apostolo, a Brescia[4]
- Chiesa di Gesù Adolescente (e annesso oratorio), presso quartiere Cenisia, Torino
- Santuario di Santa Rita, presso il quartiere omonimo, Torino[5]
- comprensorio Istituto Internazionale Edoardo Agnelli (inclusa Chiesa di San Giovanni Bosco) a Mirafiori Nord, Torino
- Scuola Agraria di Cumiana, Provincia di Torino
- Istituto Bernardi Semeria di Castelnuovo Don Bosco, Provincia di Torino
- Santuario del Selvaggio a Giaveno, Provincia di Torino
- ingrandimento e decorazioni della Basilica di Maria Ausiliatrice e dell'oratorio in Valdocco[6], Torino
- Casa missionaria Maria Mazzarello, istituto nel Borgo San Paolo (Torino)[2]